# Polemonium viscosum
Polemonium viscosum Nutt., 1847 è una specie di pianta appartenente alla famiglia delle Polemoniaceae.
Cresce nella parte occidentale dell'America del Nord, tra Stati Uniti e Canada.